# E adesso sesso
E adesso sesso è un film a episodi del 2001, diretto da Carlo Vanzina. Il film è formato da otto episodi ambientati in diverse città d'Italia.

## Trama

### Fuga d'amore
Il ragazzo napoletano Gennaro e la sua amante Assunta Potito, sposata con quattro figli, fuggono dalla vita monotona per continuare la loro storia d'amore. I genitori di Gennaro e il marito della signora Assunta, non essendo d'accordo, cominciano a lanciare vari appelli televisivi affinché i due fuggiaschi tornino dalle loro famiglie. Assunta, triste al pensiero di lasciare i suoi amati figli, torna al paesino insieme a Gennaro, ma dopo essersi riappacificati con le rispettive famiglie in diretta TV, Assunta firma un autografo a un giovane ragazzo lasciandogli anche il suo numero di cellulare, dimostrando così di non aver perso la sua passione per i "toy boy".

### Venere nera
A Torino, Romeo è un operaio in una fabbrica di macchine. Stanco della sua vita familiare, una sera scende a comprare le sigarette e sulla strada di casa si imbatte in un gruppo di prostitute. Con la voglia di nuove esperienze, Romeo decide di far salire a bordo la bella Brigitte, con la quale scopa per diverse sere. Una sera, tornato a casa, la moglie scopre dei tradimenti e caccia di casa il marito. Romeo decide di comprare Brigitte dal suo lenone per poter stare con lei tutta la vita. Dopo sei mesi però, si ritroverà nella stessa situazione di prima, con i suoceri a carico e nessuno che gli dia importanza. Il povero operaio decide quindi di andare di nuovo a comprare le sigarette, e il ciclo ricomincia.

### Guardoni
A Verona, un gruppo di cinque ragazzi si riunisce a casa per guardare con cannocchiali e binocoli la finestra di fronte. Apparentemente stanno guardando lo strip tease di una donna, ma quando sta per togliersi il perizoma, il marito la interrompe mandandola via, poiché stava coprendo il televisore. Il marito e i ragazzi infatti avevano lo stesso intento, quello di guardare la partita dell'Hellas Verona. I ragazzi quindi esultano per il gesto del marito e acclamano la loro squadra.

### SMS (Short Message Service)
All'Aeroporto di Olbia-Costa Smeralda, Barbara, una ragazza romana, incontra Matteo, un ragazzo bolognese, e i due iniziano una storia d'amore a distanza via SMS. All'inizio della relazione Barbara invia dei messaggi a Matteo, che abita nella sua stanza tappezzata di poster del Bologna calcio e del suo gruppo preferito Lùnapop, di cui guarda il videoclip del brano Qualcosa di grande. La relazione va avanti così alcuni mesi sempre e solo per telefono, fin quando i due si lasciano e, sempre via SMS, intraprenderanno nuove relazioni esclusivamente virtuali.

### Belle da calendario
In Sicilia, un gruppo di uomini sposati si ritrova ogni giorno dal barbiere per guardare calendari a luci rosse. Le mogli di questi, per vendicarsi del loro vizio, fanno trovare loro in vendita dal giornalaio un nuovo calendario: gli uomini scopriranno che in quel calendario ci sono proprio le loro mogli, e per paura che il calendario si diffonda in tutta l'isola, partono per girare tutte le province siciliane nell'intento di ritirare le copie in vendita. Le donne però avevano pubblicato in realtà una sola copia, che distruggono prima di andare a confessarsi in chiesa.

### Sito Internet
Al Cineland di Ostia lavora Cesare, che è fidanzato da poco con Katia. Un amico di Cesare gli mostra un sito internet per scambisti: attratto dalla novità, Cesare contatta una coppia di Prato per incontrarsi nel fine settimana. Arrivati a casa di Cesare, la coppia di scambisti illustra a Cesare e Katia le modalità "di accoppiamento". All'improvviso torna la nonna di Cesare, e quello che doveva essere un incontro trasgressivo, si trasforma in una grande abbuffata a base di pasta e fagioli e abbacchio. Dopo il pranzo, la vecchietta propone agli scambisti una partita di scopone dove, in coppia con il suo adorato nipote, trionfa ripetutamente.

### Guardoni Parte II
Ambientato a Milano (nella realtà l'episodio è stato girato a Pomezia), dei dipendenti di un'azienda si accorgono che alla finestra di fronte ci sono due ragazze che si spogliano. Le ragazze sul più bello dello strip tease mostrano un cartellone con un numero di conto corrente e l'importo da pagare per continuare a guardare.

### Una vita hard
Isidoro, un vigile di Ascoli Piceno molto attaccato al denaro, e sua moglie Adalgisa, casalinga, compongono una famiglia monoreddito sempre in difficoltà a far quadrare il bilancio familiare. Adalgisa, per guadagnare dei soldi extra, si reca su un set di film hard con attori non professionisti, dicendo al marito che si procura il denaro lavorando occasionalmente come collaboratrice domestica. Un giorno Isidoro, per ravvivare il rapporto di coppia, acquista da un catalogo olandese un film hard da visionare con la moglie, ma guardandolo si accorge che la protagonista femminile è proprio Adalgisa. Isidoro non approva l'attività della moglie e caccia via di casa Adalgisa che torna ad abitare dalla madre. Dopo tre mesi di separazione i due si rincontrano sul set, poiché anche Isidoro ha deciso di diventare pornoattore dopo essersi reso conto che senza le "entrate extra" procurate dalla moglie non riesce ad arrivare a fine mese. Durante l'incontro il marito propone infine alla moglie di recitare e prodursi i film hard a casa loro.

## Produzione

### Luoghi delle riprese
- Il paese dell'episodio Belle da calendario è Atrani, famosa località della Costiera amalfitana in provincia di Salerno.
- Nel capitolo Fuga d'amore le riprese sono state effettuate a Cetara.
- Nel capitolo Guardoni Parte II le riprese sono state effettuate al grattacielo di Pomezia[1].

## Colonna sonora
Come colonna sonora del film Vanzina sceglie il brano Qualcosa di grande, approfittando del grande successo dei Lùnapop in quel periodo. La band compare in un cameo durante l'episodio SMS (Short Message Service).